# Битва при Соботе
Битва при Соботе (польск. Bitwa pod Sobotą) — сражение между войсками Речи Посполитой, с одной стороны, и шведской армией, с другой, под селом Собота, произошедшее 2 сентября 1655 года во время польско-шведской Северной войны.

## Ход битвы
Через Великую Польшу и Ленчицко-Серадзинский регион шведы вошли в Мазовию. В Валевицах король Карл X Густав основал свою первую штаб-квартиру в Мазовии. 31 августа 1655 года шведская армия во главе с королём выступила в поход на Варшаву, столицу Речи Посполитой. Под его командованием было 25 тысяч солдат. 1 сентября армия достигла Кутно. Здесь Карл X получил известие, что недалеко (около 20 км), у Пёнтека, стоит войско польского короля Яна Казимира Вазы.
На рассвете 2 сентября шведы во главе с королём (правое крыло армии, то есть большая часть кавалерии, артиллерия, 3 пехотные бригады и свыше тысячи мушкетеров) двинулись в Соботу, чтобы сблизиться с противником и дать ему бой. Генерал Отто Густав Стенбок и остальная часть армии шли за шведским королем.
Польская кавалерия под командованием хорунжего великого коронного Александра Конецпольского неожиданно ударила по авангарду противника. Прибытие главных сил шведского войска заставило вечером Конецпольского отступить к Пёнтеку, где был польский лагерь. Король Речи Посполитой Ян Казимир, видя превосходящие силы противника, приказал отступать. 
Вскоре фельдмаршал Виттенберг по приказу шведского короля отправился в погоню за Яном II Казимиром, а Карл X Густав с большей частью шведских войск направился через Белавы в сторону Ловича и Варшавы. Преследуя противника, шведы смогли захватить небольшое количество отставших.